# Mandy Patinkin
Mandel Bruce "Mandy" Patinkin (Chicago, 30 de novembre de 1952) és un actor, tenor, artista de veu i comediant estatunidenc.
Patinkin és conegut pel seu paper d'Íñigo Montoya en la pel·lícula de 1987 La princesa promesa. Les seves altres interpretacions com a actor inclouen Yentl (1983), Alien Nation (1988), Dick Tracy (1990) i Wish I Was Here (2014). Ha aparegut amb interpretacions importants a sèries de televisió com Chicago Hope, Dead Like Me i Criminal Minds, i també interpreta a Saul Berenson en la sèrie Homeland de Showtime. Patinkin és també conegut pel seu paper del malvat Huxley a Les aventures de l'Elmo a Can Ronya (1999).
És intèrpret dels treballs musicals de Stephen Sondheim i és conegut per la seva feina en el teatre musical, interpretant funcions icòniques com Georges Seurat a Sunday in the Park with George i el Ché en la producció d'Evita a Broadway.